# Novembre 1972

## Évènements
- Voyage d’Allende à Cuba et en Union soviétique.

- 7 novembre : réélection de Richard Nixon (R) comme président des États-Unis avec 60,7 % des voix face au programme de réformes radicales du démocrate George McGovern (D) 37,5 %.

- 8 novembre, Procès de Bobigny : une jeune fille de 16 ans défendue par Gisèle Halimi est relaxée après avoir avorté, à la suite d'un viol, en accord avec sa mère.

- 17 novembre : retour du général Juan Perón en Argentine après 17 ans d'exil.

- 19 novembre : élection du 7e Bundestag en Allemagne.

- 22 novembre :
  - Création d’une banque centrale par l’UDEAC (Union Douanière et Économique de l’Afrique centrale)[1],[2].
  - Ouverture des consultations préparatoires à la Conférence sur la sécurité et la coopération en Europe (CSCE).

- 28 novembre : exécution de Roger Bontems et de Claude Buffet à Paris, malgré la défense de leurs avocats Robert Badinter et Philippe Lemaire.

## Naissances
- 1er novembre : Guillaume Olive, auteur.
- 1er novembre : Glen Murray, joueur de hockey.
- 2 novembre : Benoît Chaigneau, animateur de télévision français.
- 3 novembre : 
  - « El Tato » (José Raúl Gracia Hernández), matador espagnol.
  - Patrice Senmartin, cycliste handisport français.
- 4 novembre : Luís Figo, footballeur portugais.
- 7 novembre : Saïd Ahamada, député français.
- 11 novembre : Tyler Christopher, acteur américain († 31 octobre 2023).
- 14 novembre : Hovik Keuchkerian, acteur et boxeur espagnol d'origine arménienne.
- 16 novembre : Alexis Kohler, haut fonctionnaire français.
- 20 novembre : Sheema Kalbasi, poétesse, militante politique, écrivaine et cinéaste irano-américaine.
- 26 novembre : 
  - Chris Osgood, gardien de but de la Ligue nationale de hockey (LNH).
  - Sergueï Axionov, personnalité politique russe.
- 27 novembre : 
  - Salavat Fidai, sculpteur russe.
  - Stéphane Pocrain, chroniqueur de télévision français, militant associatif.

## Décès
- 1er novembre : Georges Bohy, homme politique belge (° 1er novembre 1897).
- 20 novembre : Ennio Flaiano, écrivain italien, dramaturge, romancier, scénariste de films, journaliste et critique dramatique (° 5 mars 1910).
- 22 novembre : Raymond Souplex, acteur.